# Christine Kirch
Christine Kirch (Guben, Njemačka, 1696. – 6. svibnja 1782.), bila je njemačka astronomkinja.

## Život
Bila je kći astronoma Gottfrieda Kircha i Marije Margarethe Kirch te sestra Christfrieda Kircha. Ona i njezina sestra Margaretha Kirch školovale su se iz astronomije od desete godine. Kao dijete, Kirch je pomagala roditeljima u njihovim astronomskim promatranjima. Navodno je mlada Kirch bila odgovoran za bilježenje vremena promatranja pomoću njihala. Kako je postajala starija, Kirch je dobivala upute za izračunavanje kalendara. Prvo je pomagala majci, a kasnije i bratu u računanju različitih kalendara.
Do 1740. godine, Kirch nije primala plaću za svoje doprinose, ali je primala male donacije Berlinske akademije znanosti. Nakon smrti svog brata Christfrieda, akademija se oslanjala na nju za pomoć u izračunavanju kalendara. Preuzela je odgovornost za izračunavanje kalendara za Šlesku, provinciju koja je Pruska osvojila početkom 1740-ih. Akademija je imala monopol nad kalendarima, a Šleski kalendar generirao je značajne prihode za akademiju. Tako je 1776. Kirch od akademije primila značajnu plaću od 400 Thalera.
Kirch je nastavila svoj kalendarski rad na akademiji do duboke starosti i bila je vrlo cijenjena. U dobi od 77 godina akademija ju je promovirala u status emeritusa, a ona je nastavila primati plaću s akademije, a da nije bila obavezna raditi. Upoznala je astronoma Johanna Bodea s izradom kalendara. Umrla je 1782. godine kao cijenjeni astronom.